# روبرتو مينديز سيلفا
روبرتو مينديز سيلفا (14 سبتمبر 1978 بساو باولو في البرازيل - ) هو لاعب كرة قدم برازيلي في مركز الوسط. لعب مع نادي تشرتشل براذرز ونادي ديمبو ونادي موهون باغان وكامبومايورنسي ‏.

## وصلات خارجية
- روبرتو مينديز سيلفا على موقع قاعدة بيانات كرة القدم.إي يو (الإنجليزية)
- روبرتو مينديز سيلفا على موقع Soccerway.com (الإنجليزية)